# Little Odessa
Little Odessa (en España, 'Cuestión de sangre) es una película estadounidense sobre la mafia rusa de 1995 escrita y dirigida por James Gray, que debutaba con esta película, y protagonizada por Tim Roth, Edward Furlong, Moira Kelly, Maximilian Schell y Vanessa Redgrave.

## Argumento
La película sigue la relación personal entre un padre, Arkady Shapira (Schell), su esposa Irina (Redgrave), enferma terminal, y sus dos hijos, Joshua y Reuben (Roth y Furlong). Joshua, el mayor, es un asesino a sueldo de la mafia judía rusa de mafia rusa en Brooklyn y está separado de su familia. Después de terminar una matanza por contrato, Joshua vuelve a su pueblo donde tiene que hacer frente a antiguos y dolorosos recuerdos.

## Reparto
- Tim Roth como Joshua Shapira
- Edward Furlong como Reuben Shapira
- Vanessa Redgrave como Irina Shapira
- Maximilian Schell como Arkady Shapira
- Moira Kelly como Alla Shustervich
- Paul Guilfoyle como Boris Volkov
- Natalya Andrejchenko como Natasha

## Acogida de la crítica
El film ganó el León de Plata en el Festival Internacional de Cine de Venecia de 1994 y el Grand Prix of the Belgian Film Critics Association. Por lo que hace referencia a la crítica otro lado, Gregorio Belinchón del diario El País comentaba que "Fascinante y duro drama familiar con unos actores medidos y un trasfondo social novedoso. Muy interesante".